# ハウ・トゥー・キル・ア・ドラゴン
『ハウ・トゥー・キル・ア・ドラゴン：アスペクツ・オブ・インド＝ヨーロピアン・ポエティックス』（竜の殺し方：印欧詩学の諸相）は、言語学者・古典学者のキャルバート・ワトキンズによる印欧比較詩学に関する1995年の本。この本は、初版が1995 年 11 月 16 日にオックスフォード大学出版局から出版され、印欧比較詩学の入門書であるとともに、さまざまな時代の印欧諸語に見られるドラゴンスレイヤーの神話についての探究でもある。ワトキンズは、この本の功績により、1998 年にアメリカ文献学会（American Philological Association；現在のソサエティ・フォー・クラシカル・スタディーズ) の Goodwin Award of Merit を受賞した。

## 梗概
『ハウ・トゥー・キル・ア・ドラゴン』は 7 部と 59 章からなる。 ワトキンズは比較方法を使用して、古代の印欧諸語のテクストのなかに、共通の時代にまで遡ることができる同源の定型句（formula）や神話学的特徴を見出す。 ワトキンズは印欧語族全体にみられるドラゴンスレイヤーのテーマや同源の特定の定型句にみられる相互関係を「遺伝的間テクスト性（genetic intertextuality）」と呼び、この前提なしに、初期の印欧語族の詩的テクストにおける伝統的要素を完全に理解することはできないと主張する。

## 評価
『ハウ・トゥー・キル・ア・ドラゴン』の書評は、出版以来、おおむね肯定的であった。『クラシック・ジャーナル』と『ジャーナル・オブ・アメリカン・フォークロア』の書評はどちらも『ハウ・トゥー・キル・ア・ドラゴン』に肯定的な評価を与え、後者はこれを「画期的な本（landmark book）」であると述べた。 『ジャーナル・オブ・アメリカン・オリエンタル・ソサイエティ』の書評もまた、この本を「いまやその将来がゆるぎないものとなったある分野の、出発点とインスピレーションとして今後役立つはずの基盤（a fundamentum which must henceforth serve as the starting point and inspiration for a discipline whose future is now secure）」であるとして賞賛した。